# Clochemerle
Pour les articles homonymes, voir Clochemerle (homonymie).
Clochemerle est un roman satirique français de Gabriel Chevallier, publié en 1934 qui a connu un succès immédiat et durable avec un tirage à plusieurs millions d'exemplaires et des traductions dans vingt-six langues. L'ouvrage fut récompensé par le Prix Courteline en 1934. 

## Résumé

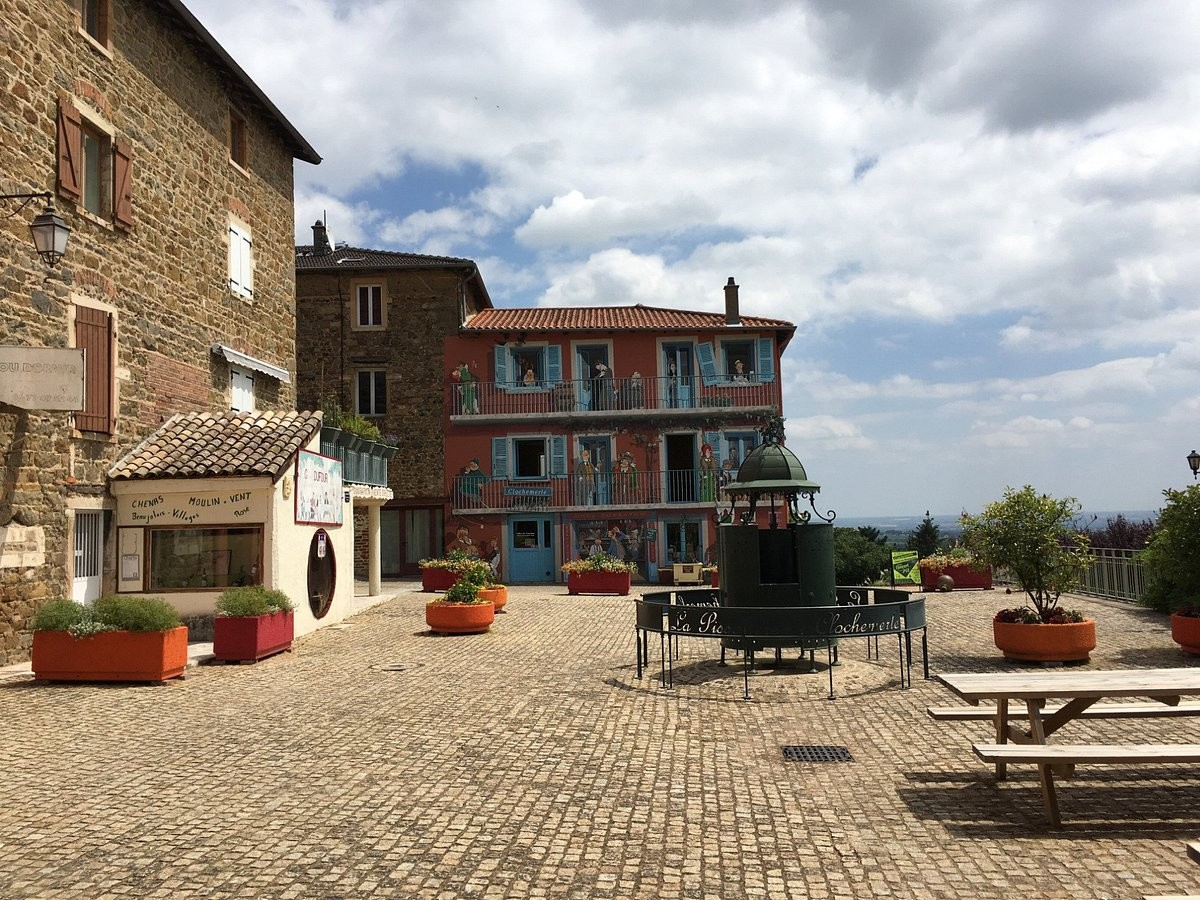
La place de Vaux-en-Beaujolais, avec sa pissotière et la fresque murale.

Le roman commence quand Barthélemy Piéchut, le maire de la commune de Clochemerle-en-Beaujolais, dévoile à Ernest Tafardel, l'instituteur, son projet : « Je veux faire construire un urinoir, Tafardel. […] Enfin, dit-il, une pissotière ! ».
Cette vespasienne, destinée, bien plus peut-être, à confondre madame la baronne Alphonsine de Courtebiche, le curé Ponosse, le notaire Girodot et les suppôts de la réaction, qu'à procurer un grand soulagement à la gent virile de Clochemerle, est édifiée tout près de l'église où Justine Putet, vieille demoiselle, exerce une surveillance étroite.

## Analyse
Le roman offre une description sans indulgence de la vie dans un village du Beaujolais, avec les préoccupations sexuelles dévorantes des habitants, leur goût de l'argent, leurs vieilles haines, les divisions entre catholiques et républicains, les ambitions des uns et des autres... Les hommes politiques, les militaires (bêtes et lâches)  sont particulièrement brocardés, ainsi que la haute administration : le dossier Clochemerle (devenu tellement important que des négociations internationales à Genève ont dû être interrompues) passe de 
main en main, depuis le ministre jusqu'à un sous-fifre qui prend une décision (désastreuse) au hasard.

## Adaptations
Clochemerle a été adapté au cinéma (Clochemerle, 1948) et à la télévision. Le toponyme, inventé par Gabriel Chevallier est, aujourd’hui, entré dans la langue courante et sert à désigner une localité « déchirée par des querelles burlesques ». Une édition de ce roman a été illustrée par Albert Dubout, une autre par Siné.
Cette satire est si bien accueillie que plusieurs villages revendiquent avoir servi de modèle à « Clochemerle-en-Beaujolais ». Mais c'est dans la commune française de Vaux-en-Beaujolais que Gabriel Chevallier dévoilera, en octobre 1956, une plaque attribuant son nom à l'ancienne grande rue.
En 1944, Raymond Souplex écrit, d’après le roman, une opérette, sur une musique de Fernand Warms : création le 11 mars 1944 au Théâtre Moncey avec Nina Myral et Viviane Gosset.
Gabriel Chevallier écrit deux suites à son roman, Clochemerle Babylone en 1951 (le réalisateur Jean Boyer en fit un film en 1957 : Le Chômeur de Clochemerle avec Fernandel) et Clochemerle-les-Bains en 1963.
Enfin, en 1966, il donne pour titre à son autobiographie L'envers de Clochemerle.

## Héraldique
|  | Clochemerle est dotée d'armoiries imaginaires qui se blasonnent ainsi : - D'argent à une vespasienne de sinople sommée d'une cloche de gueules, accostée de deux merles affrontés de sable becqués aussi de gueules, perchés sur les parois latérales de la vespasienne. |

## Évocation
Plusieurs communes de la région viticole du Beaujolais se targuent d'avoir servi d'inspiration au roman de Gabriel Chevallier (bien que le village de Clochemerle et les clochemerlins soient tout sauf des parangons de bonne gouvernance et de vertus publiques ou privées...). Mais c'est certainement la commune de Vaux-en-Beaujolais qui, sans doute avec quelques arrière-pensées touristiques, a poussé le plus loin la logique en recréant les lieux évoqués dans le roman. En particulier, une ancienne pissotière en fer a été réinstallée sur la place du village, en face d'un petit immeuble dont la façade a été entièrement repeinte en trompe-l'œil, l'artiste y faisant figurer l’auteur et tous les personnages du roman, tels que croqués par Dubout dans l'édition illustrée du roman.